# Vivant (classification phylogénétique)
Pour un article plus général, voir Vie.
Pour les articles homonymes, voir Vivant.
Cette page ouvre une série qui a pour objet de présenter un arbre phylogénétique du vivant cellulaire, c'est-à-dire un cladogramme mettant en lumière les relations évolutives complexes existant entre les différents organismes vivants ou éteints (hormis le monde viral) regroupés en taxa, telles que les dernières analyses reconnues les proposent. Ce n'est qu'une possibilité, et cet arbre comme les suivants (dans les articles à suivre indiqués par ►) sont en constante actualisation.
Du fait de ses méthodes nouvelles, la phylogénie, science récente à l'origine de la classification phylogénétique du vivant, est en plein essor et propose parfois des résultats en contradiction avec les anciennes classifications, uniquement basées sur des critères morphologiques et physiologiques. Aussi, certains points particuliers font parfois encore l'objet de débats au sein de la communauté scientifique. L'objectif, s'il y a lieu, est également de présenter ces derniers ici.

## Arbres phylogénétiques
Vision des trois domaines :
- - (LUCA)
    - Bacteria ►
    - Neomura
      - Archaea ►
      - Eukaryota ►

ou vision actuelle (2020), :
- - (LUCA)
    - Bacteria ►
    - Neomura
      - DPANN
      - 
        - Euryarchaeota
        - Proteoarchaeota
          - TACK
          - Eukaryomorpha
            - Asgardarchaeota
            - Eukaryota ►

## Débat scientifique relatif à la phylogénie du vivant

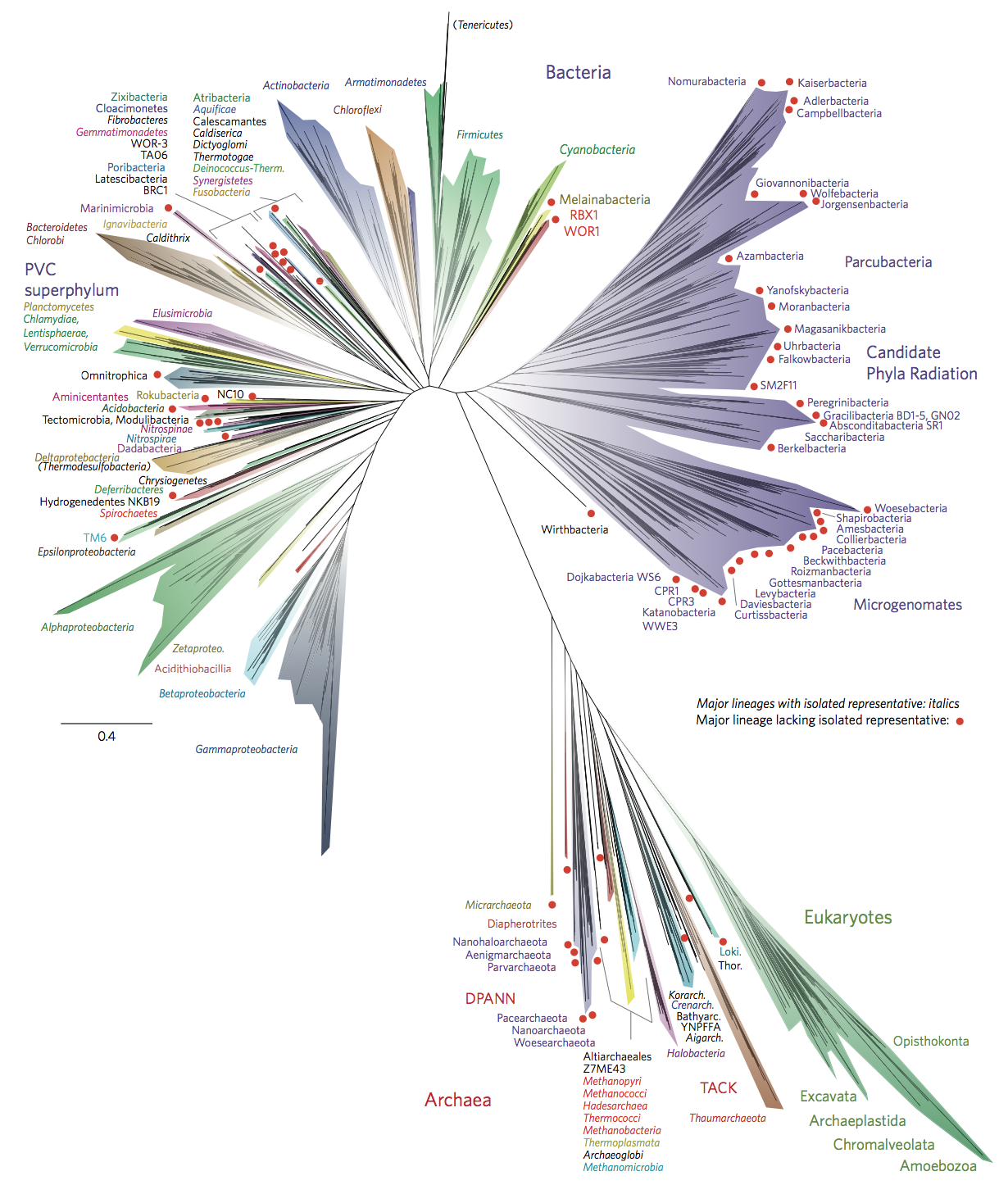
Une nouvelle représentation de l'arbre phylogénétique du vivant, selon Hug (2016),

L'un des enjeux majeurs à la racine de l'arbre du vivant est évidemment la place de cette racine par rapport aux groupes connus. Depuis Carl Woese on considère qu'il y a trois « empires du vivant » (les Archaea, les Eubacteria et les Eukaryota) avec une racine introuvable puisque l'analyse supposerait d'avoir un groupe externe... L'origine des Eukaryota est elle-même controversée : groupe-frère des Archaea ou des seules Crenarchaeota, troisième lignée ou origine symbiotique, rôle des transferts latéraux, etc.
Une nouvelle étude faite en 2016 par Spang et al. montre, grâce à des analyses de l'ARN 16S, des proximités dans le codage de certaines protéines entre le groupe des Archées Asgard récemment découvert et les Eucaryotes. Spang et al. placeraient la racine des Eukaryotes au sein même des archées, au sein d'un groupe dénommé "Eukaryomorpha" comprenant les Asgard et les Eukaryotes. Ce groupe Eukaryomorpha serait lui même apparenté au groupe d'archées nommé TACK. Toutefois, cette théorie fut contestée en 2018 par Da Cunha et al., puis réhabilitée en étant toutefois modifiée.
En effet, le NCBI, dans une publication, propose le fait que les archées d'Asgard forment un groupe monophylétique avec les Eukaryotes, tout en conservant la monophylie des archées, contrairement aux publications de Spang et al. En effet, les Asgard et les Eukaryotes (regroupées sous le nom d'Eukaryomorpha) formeraient le groupe-frère des Archées vraies. Cette étude conserverait la théorie des trois domaines.
- Les théories qui en restent à l'existence des trois empires séparés postulent un « dernier ancêtre commun universel » (dénommé LUCA selon l'acronyme anglais correspondant) dont seraient issus les trois clades, quoiqu'il y ait de plus en plus un consensus sur un ancêtre commun aux archées et aux eukaryotes plus récent qu'avec les eubactéries.
- La théorie de Thomas Cavalier-Smith est celle de l'apparition des « Neomura » au sein des Actinomycetales, tardivement (900 millions d'années), eux-mêmes se différenciant en Archaebacteria et Eukaryota. De même, Skophammer et al. placent l'apparition de ces deux empires tardivement, comme groupe-frère des Bacilles cette fois. Les deux études placent la racine universelle au sein des Bactéries à double membrane.
- Gupta aussi reconnaît la proximité des Archaea et des bactéries Gram +, mais à partir de l'analyse des séquences des protéines, il pose la conclusion inverse : ces deux groupes sont proches de l'origine commune, les bactéries Gram - sont plus récentes et donc monophylétiques (les Didermata). Il postule par ailleurs que la cellule eucaryote provient d'une symbiose entre un éocyte (crénarchée) et une protéobactérie.

Actuellement, il est impossible de savoir comment le monde viral s'articule avec le monde cellulaire. On n'en traite donc pas dans cet article ni dans la série qu'il ouvre avec les pages des trois « empires du vivant ».

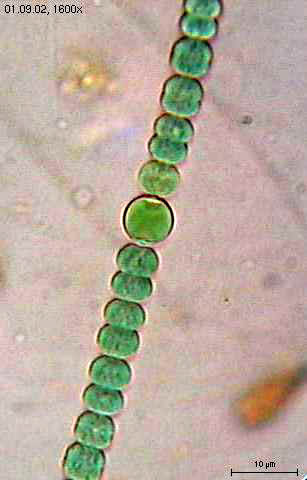
Anabaena sperica (Eubacteria)
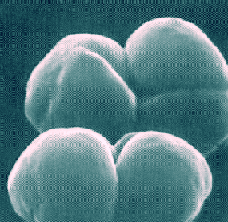
Methanosarcina barkeri fusaro (Archaea)
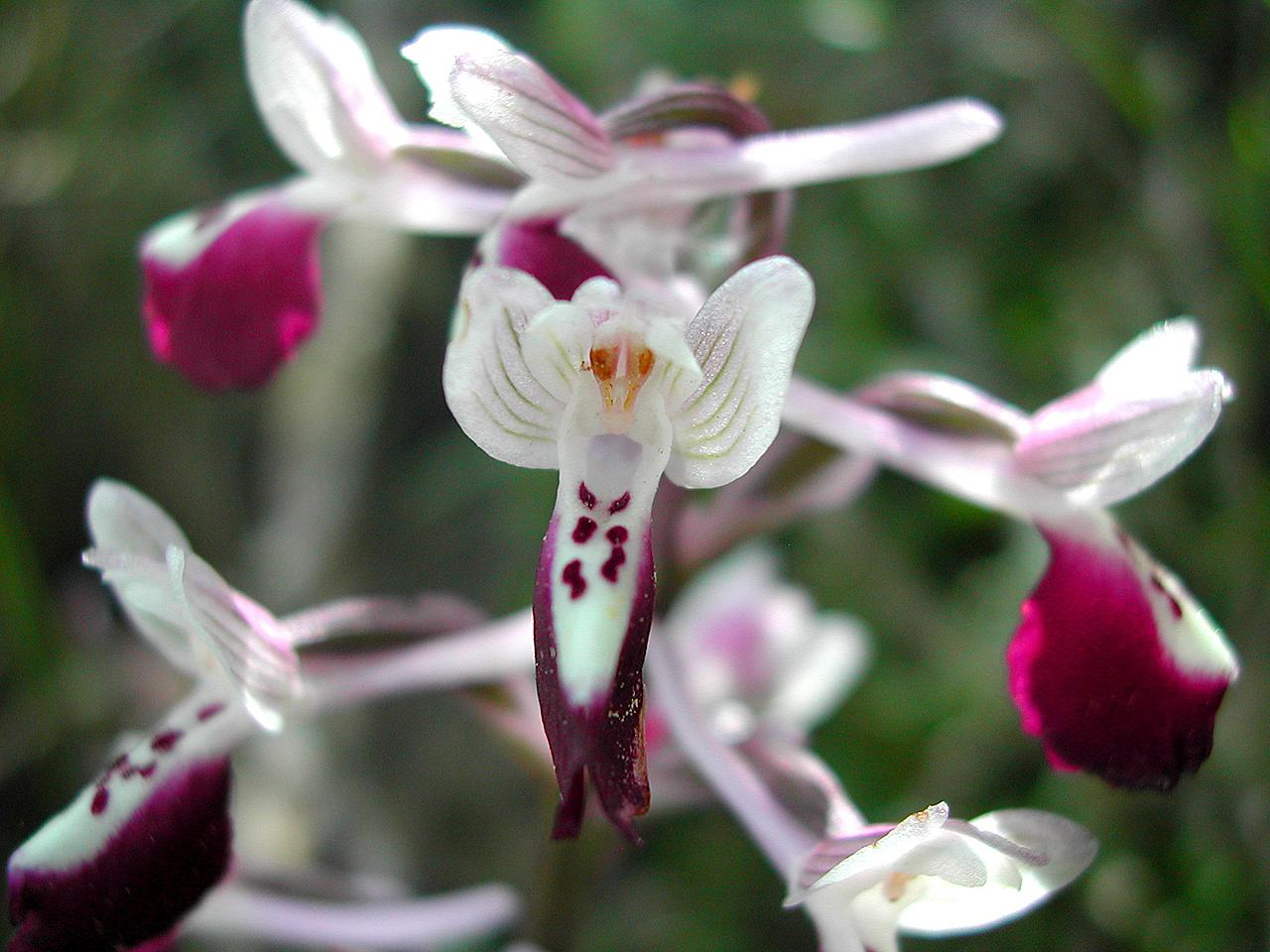
Orchis longicornu (Eukaryota, Magnoliophyta)
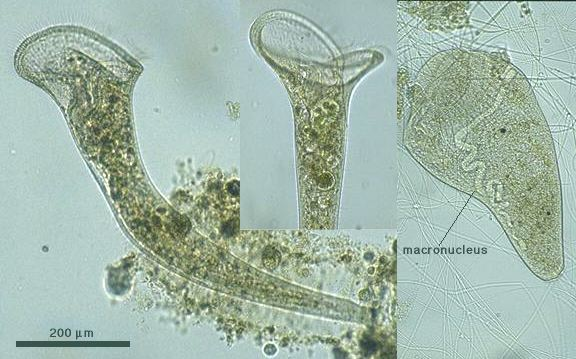
Stentor roeseli (Eukaryota, Ciliophora)
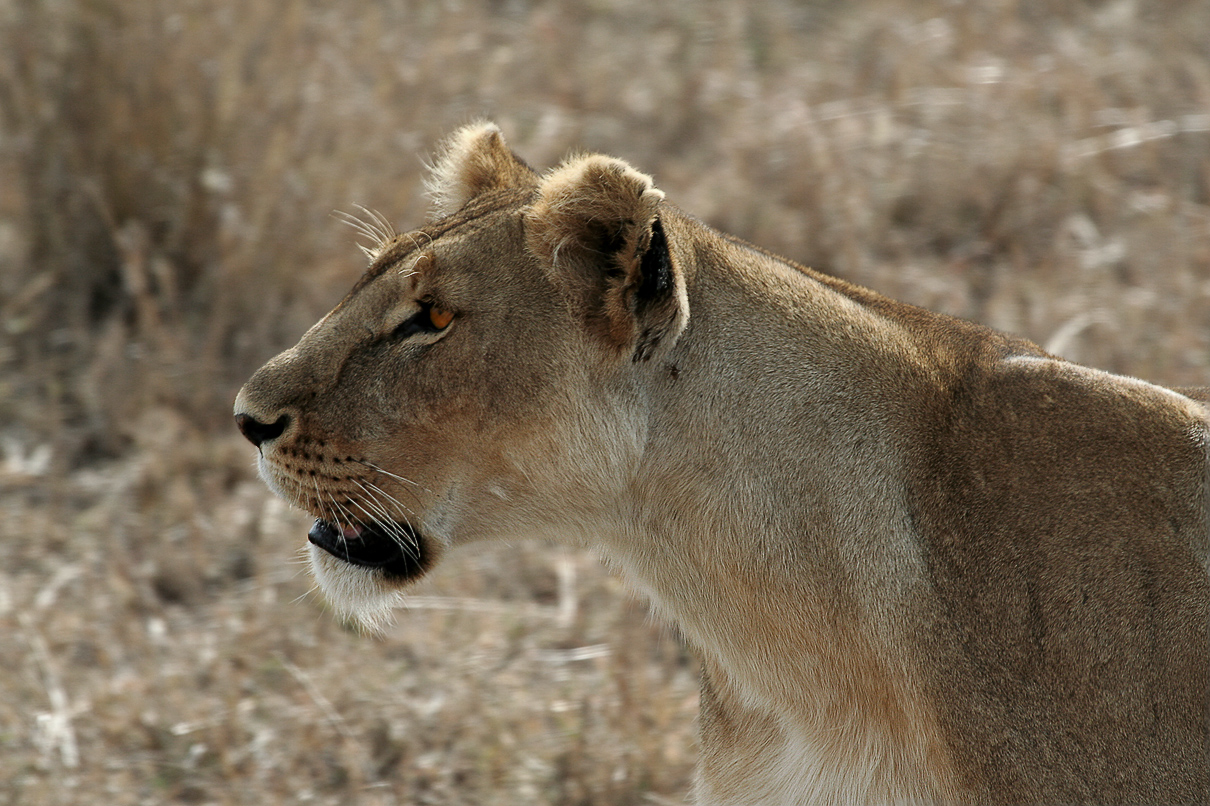
Lionne d'Afrique (Panthera leo, Eukaryota, Chordata)

## Précautions et remarques à propos des arbres

### Une ramification à suivre
Les cladogrammes présentés dans cette série comportent une ramification développée jusqu'aux rangs immédiatement supérieurs aux genres. Ils se veulent cohérent avec les dernières analyses publiées et accessibles. Ils ne sont pas forcément consensuels, et on peut toujours se référer aux bibliographies indiquées en fin d'article.
Les noms des taxa sont portés en latin, conformément aux conventions scientifiques internationales (et à la convention de nommage des taxons supérieurs au genre, dans cette Wikipédia). Les habitudes typographiques des botanistes et des zoologistes étant différentes, et certains groupes actuels relevant des deux domaines traditionnels, comme aussi par commodité de lecture, les noms de taxons supérieurs au genre seront tous écrits en caractères droits, les noms de genres ou d'espèces en italiques.
Les cladogrammes de cette série d'articles présentent aussi les groupes fossiles, ce qui augmente parfois considérablement leur taille, y compris en largeur. C'est donc pour une meilleure lisibilité que nous proposons plusieurs articles présentant des arbres de taille variable, selon les taxons les plus « importants », plutôt qu'un « arbre général ».
Voici un guide pour retrouver plus vite les différents articles. Ceci n'est pas un arbre phylogénétique, mais un résumé - table des matières mentionnant non pas la ramification des taxa, mais comment les articles de cette série s'enchaînent. Les taxa non mentionnés sont développés dans l'article portant sur le taxon de niveau supérieur (exemple : les Demospongiae dans l'article sur les Metazoa).
le vivant
- - Bacteria
  - Archaea
  - Eukaryota
    - Excavata
    - Archaeplastida
      - Rhodophyta
      - Chlorophyta
      - Zygnematophyta
      - Marchantiophyta
      - Bryophyta
      - Lycophyta
      - Filicophyta
      - Equisetophyta
      - Cycadophyta
      - Pinophyta
      - Magnoliophyta
        - Monocotyledoneae
        - Eudicotyledoneae
          - Rosidae
          - Asteridae

    - Chromalveolata
      - Rhizaria
      - Stramenopiles
      - Ciliata
      - Dinoflagellata
      - Apicomplexa

    - Amoebozoa
    - Opisthokonta
      - Mycota
        - Microsporidia
        - Basidiomycota
        - Ascomycota

      - Metazoa
        - Ctenophora
        - Cnidaria
          - Myxozoa

        - Bilateria
          - Chordata
            - Urochordata
            - Hyperoartia
            - Conodonta
            - Pteraspidomorphi
            - Gnathostomata
              - Chondrichthyes
              - Actinopterygii
                - Teleostei
                  - Acanthopterygii

              - Dipnoi
              - Temnospondyli
                - Lissamphibia

              - Lepospondyli
              - Amniota
                - Mammalia
                  - Marsupialia
                  - Xenarthra
                  - Glires
                  - Primates
                  - Insectivora
                  - Chiroptera
                  - Perissodactyla
                  - Carnivora
                  - Cetartiodactyla
                    - Cetacea

                - Testudines
                - Lepidosauria
                - Suchia
                - Dinosauria
                  - Aves
                    - Passeriformes

          - Xenacoelomorpha
          - Hemichordata
          - Echinodermata
          - Nematoda
          - Tardigrada
          - Arthropoda
            - Trilobita
            - Chelicerata
              - Acari
              - Araneae

            - Myriapoda
            - Ostracoda
            - Copepoda
            - Thecostraca
            - Collembola
            - Branchiopoda
            - Malacostraca
            - Insecta
              - Odonatoptera
              - Dictyoptera
              - Dermaptera
              - Orthoptera
              - Psocodea
              - Hemiptera
              - Coleoptera
              - Neuroptera
              - Hymenoptera
              - Lepidoptera
              - Trichoptera
              - Diptera

          - Rotifera
          - Platyhelminthes
          - Ectoprocta
          - Nemertea
          - Annelida
          - Brachiopoda
          - Mollusca
            - Bivalvia
            - Gastropoda
            - Cephalopoda

### Classes, ordres et familles ont disparu
Dans ces arbres, « ─o » désigne un « nœud » (lorsqu'il n'a pas encore reçu de nom scientifique, il n'est simplement pas nommé, ou indiqué par des points de suspension) ou une « branche » terminale (lorsqu'elle n'a pas encore reçu de nom scientifique, elle porte en italique le nom d'un genre représentatif). « ─? » signifie une incertitude sur l'emplacement du clade dans l'arbre, ou sur son existence même comme clade monophylétique. D'ailleurs, tout « nœud » portant plus de deux « branches » représente déjà une incertitude de l'analyse cladistique.
On notera qu'à chaque « nœud », l'ordre dans lequel on indique les différentes branches n'a pas d'importance autre que graphique : si A et B sont frères, alors B et A aussi ! Un « nœud » ne portant qu'une seule branche n'a pas de sens : lorsque les noms de la nomenclature linnéenne sont très différents selon ses niveaux de classification, on a généralement indiqué les principaux noms du même taxon sur une même ligne. On a généralement préféré le nom de l'ordre à celui de la famille lorsqu'ils étaient construits sur la même racine.

### Contingences
Des noms de taxons, précédemment paraphylétiques (ne comportant pas tous les descendants de leur dernier ancêtre commun), ont vu leur acception se restreindre ou s'étendre pour qu'ils puissent s'appliquer à des clades monophylétiques et subsistent dans l'arbre ; d'autres taxons paraphylétiques ou polyphylétiques ont purement et simplement disparu de la classification phylogénétique et ne se trouvent plus dans nos cladogrammes, alors même qu'ils restent fréquemment employés, tels les Procaryotes, les Protistes, les Protozoaires, les Actinopodes, les Héliozoaires, les Algues, les Ptéridophytes, les Dicotylédones, les Invertébrés, les Spongiaires ou Porifères, les Sclérosponges, les Cœlentérés, les Poissons, les Agnathes, les Ostracodermes, les Placodermes et les Acanthodiens, les Reptiles, les Ongulés, les Ptérobranches, les Pseudocœlomates, les Uniramés, les Maxillopodes, les Turbellariés, les Polychètes, etc.
Quelques « petits » taxons (généralement des « sous-familles » ou « familles » de la classification traditionnelle), quoique paraphylétiques, figurent encore dans l'arbre en tant que tels ; il aurait fallu, sinon, « descendre » au niveau des genres, voire des espèces ! Ailleurs, ce sont des pans entiers qui maintiennent par défaut dans les cladogrammes présentés une classification plus traditionnelle, appelée à être modifiée par des analyses non encore effectuées ou par de nouvelles publications…
Des erreurs peuvent par ailleurs avoir été commises, et ces articles restent en perpétuelle mise à jour ; il n'est pas conseillé de se fier sans vérification à leur contenu. Les liens et références donnés en fin d'articles indiquent des sources réputées fiables, mais parfois contradictoires. Les termes du débat sont aussi explicités très brièvement dans les différents articles.

## En savoir plus